# Joc Internacional
Joc Internacional fue una editorial española, hoy ya desaparecida. Especializada en la publicación de juegos de tablero, de rol, de sociedad, de cartas y temáticos, fue fundada en Barcelona en 1985 por Francesc Matas Salla. Joc Internacional fue una de las editoriales pioneras en el mundo del rol en España, con cuatro exclusividades que le son propias:
- Publicación en 1990 del primer juego de rol español: Aquelarre.[2]
- Traducción y publicación en 1991 del primer juego de rol en vivo en ser editado en España: Killer.[3]
- Traducción y publicación en 1992 del primer juego de rol en catalán: El Senyor dels Anells, el joc de rol de la Terra Mitjana.[4]
- Publicación en 1995 del primer juego de rol original en catalán: Almogàvers.[5]

## Historia
Durante los primeros años 1980, Francesc Matas Salla era un especialista de marketing y organización de empresas. En 1984 trabajaba al servicio de Joc Play, la empresa española importadora de los juegos de tablero de la editorial estadounidense Avalon Hill, pero en ese año Joc Play quebró y sus propietarios crearon una segunda empresa, que también quebró. A pesar de estas dos quiebras seguidas, Francesc Matas siguió apostando por la importación de juegos y creó su propia empresa importadora a principios de 1985, a la que llamó «Joc Internacional». A través de Joc Internacional Francesc Matas continuó importando los juegos de Avalon Hill pero también entró en contrato con International Team, un editor de juegos italiano. Al poco tiempo Joc Internacional empezó también a importar juegos de rol, aunque no fue la primera editorial española en traducirlos pues el primer juego de rol traducido al castellano en España fue Dungeons & Dragons, de la editorial gerundense Dalmau Carles Pla, publicado en el año mismo de la fundación de Joc Internacional, 1985. Si bien es cierto que Joc Internacional no se ocupó de la publicación de Dungeons & Dragons en España, sí que fue contactada por Dalmau Carles Pla para la promoción del juego, que llevó a cabo durante los años 1985 y 1986. Dalmau no se interesó lo bastante en su propia edición del juego y ninguna otra empresa lo hizo tampoco, lo que provocó que su promoción no tuviera resultados comerciales concluyentes.
Unos años más tarde Joc Internacional constataba sin embargo la gran afición que se había formado en torno a los juegos de rol y empezó, en 1988, a publicar sus propias traducciones de esta clase de juegos: La llamada de Cthulhu en septiembre de 1988, y RuneQuest un mes más tarde en octubre, fueron las dos primeras. Por aquel entonces Dalmau Carles Pla no consiguió firmar nuevos contratos de traducción con el editor estadounidense de Dungeons & Dragons y Joc Internacional pudo instalarse firmemente como la editorial dominante en la publicación de juegos de rol en España. Al año siguiente, en 1989, Joc Internacional publicó uno de sus mayores éxitos editoriales, El Señor de los Anillos, el juego de rol de la Tierra Media, seguido de muchas otras traducciones de juegos de rol estadounidenses, como por ejemplo Star Wars (en abril de 1990), James Bond 007 (en mayo de 1990), Stormbringer (en noviembre de 1990), Paranoia (en abril de 1991), Los Cazafantasmas (en marzo de 1992), Pendragón (en septiembre de 1992) o Rolemaster (1993), por citar sólo algunos ejemplos. Por su inmenso volumen editorial (por cada juego de rol publicado Joc Internacional también publicaba numerosos suplementos) y por la ausencia en el mercado del rol de Dalmau Carles Pla desde 1986 Joc Internacional fue, sin ninguna duda, la editorial que impulsó y popularizó la práctica de los juegos de rol en España. Además, entre sus juegos de rol publicados, Joc Internacional incluyó la publicación de Aquelarre, que en noviembre de 1990 se convirtió en el primer juego de rol español (Mutantes en la sombra, de la editorial Ludotecnia, fue publicado cinco meses más tarde en abril de 1991).
Por otro lado, de noviembre de 1987 hasta su cese de actividades en marzo de 1998, Joc Internacional publicó bimestralmente la revista Líder, especializada en wargames y en juegos de rol. Publicó también varios wargames, aunque la mayoría sólo incluían un folleto traducido en la caja básica original en inglés. Aun así, tradujo totalmente algunos juegos como Diplomacia y Civilización. Aunque no publicó ninguno más sí hubo proyectos para otros.[cita requerida]
En torno a 1994 la editorial empezó a tener dificultades económicas, en parte debido a la masificación excesiva de editoriales de rol en el mercado[cita requerida], liderada por la irrupción de la editorial La Factoría de Ideas (bajo el brazo de la distribuidora Distrimagen), que copó el mercado, absorbiendo a la mayoría de pequeñas editoriales (como M+D Editores o Kerykion); en parte por la aparición de nuevos formatos de juego, como los juegos de cartas coleccionables, a los que Joc Internacional no consiguió sumarse con éxito. Su inversión en el sector de los juegos de cartas resultó un fracaso. Incluso la segunda edición del juego de cartas coleccionables de El Señor de los Anillos, en el cual la editorial tenía puestas grandes esperanzas, resultó no ser del agrado de buena parte de los aficionados.
Joc Internacional firmó su suspensión de pagos el 23 de julio de 1998 y su fondo editorial fue usado al año siguiente para la creación de la editorial La Caja de Pandora, editorial que también acabó por cerrar pocos años más tarde en 2002 al reconstituirse en la editorial Proyectos Editoriales Crom, que acabó por cerrar definitivamente en 2004. En su tiempo La Caja de Pandora presentó una edición revisada del juego de rol Aquelarre así como un relanzamiento de la revista Líder.

## Juegos de rol publicados
Las fechas indicadas entre paréntesis son las de la primera publicación por Joc Internacional, no las de la primera publicación en el país de origen de cada juego. Para las fechas de primera edición de cada juego de rol en su país de origen consúltese la Cronología de los juegos de rol.
- La llamada de Cthulhu[9] (traducción en castellano, septiembre de 1988)
- RuneQuest[10] (octubre de 1988)
- El Señor de los Anillos, el juego de rol de la Tierra Media[11] (traducción en castellano, septiembre de 1989)
- Star Wars[12] (abril de 1990)
- Car Wars[13] (abril de 1990)
- James Bond 007[14] (mayo de 1990)
- Príncipe Valiente[15] (octubre de 1990)
- Stormbringer[16] (noviembre de 1990)
- Aquelarre (noviembre de 1990, primer juego de rol español)
- Paranoia[17] (abril de 1991)
- Killer (primer juego de rol en vivo publicado en España, junio de 1991)
- Oráculo[18] (enero de 1992)
- El Senyor dels Anells, el joc de rol de la Terra Mitjana (primera publicación, por traducción, de un juego de rol en catalán, oct. 1992)
- El Señor de los Anillos, juego de aventuras básico (marzo de 1992)
- Los Cazafantasmas[19] (marzo de 1992)
- Pendragón[20] (septiembre de 1992)
- Rolemaster (junio de 1993)
- In Nomine Satanis - Magna Veritas[21] (octubre de 1994)
- Nephilim[22] (1995)
- Almogàvers (enero de 1995, primer juego de rol en catalán de autoría catalana)
- Tirant lo Blanc[23] (marzo de 1996)
- La crida de Cthulhu[24] (traducción en catalán, 1996)
- Deadlands[25] (1997)
- Elric[26] (octubre de 1997)

## Wargamespublicados
- Diplomacia (traducción completa del juego)
- Civilización (traducción completa del juego)
- Squad Leader (Joc Internacional sólo tradujo el libro de reglas)
- Panzerblitz (Joc Internacional sólo tradujo el libro de reglas)
- Hitler´s War (Joc Internacional sólo tradujo el libro de reglas)

## Juegos de cartas coleccionables publicados
- Mythos, juego de cartas sobre los mitos de Cthulhu
- Señor de los Anillos: Tierra Media, juego de cartas ambientado en el universo de J. R. R. Tolkien